# Patrik Haglund
Sims Emil Patrik Haglund, född 27 maj 1870 i Norrköping, död 8 december 1937, var en svensk läkare (ortoped).

## Biografi
Haglund, vars far var läkare, blev medicine doktor i Uppsala 1904 och samma år docent i ortopedisk kirurgi vid Karolinska institutet och gymnastikdirektör. Han kallades 1913 till förste innehavare av Oskar Ekmans professur i ortopedi vid Karolinska institutet och samma år till överläkare vid Föreningen för bistånd åt lytta och vanföra i Stockholms ortopediska klinik och poliklinik. Han utsågs 1916 till förste marinläkare, 1918 till biträdande läkare vid Riksförsäkringsanstalten och 1921 till överläkare vid Karolinska institutets ortopediska klinik och poliklinik samt Stockholms vanföreanstalt. 
Bland Haglunds skrifter märks Radiografiska studier över spongiosans funktionella structur i calcaneus (1930) och ett stort antal skrifter rörande ortopedi och gymnastik: Om vanförhet och vanförevård (1912), Barnförlamningens följder och deras behandling från medicinsk och social synpunkt (1913) och Die Principen der Orthopädie (1923).
Patrik Haglund var far till filosofie licentiat Ejnar Haglund. De är begravda på Matteus begravningsplats i Norrköping.